# Racconto
Il racconto è un testo narrativo in prosa, di contenuto fantastico o realistico.

## Descrizione
La definizione di racconto come genere letterario è controversa. In Italia, fra XIX e XX secolo, si usava definire il racconto come intermedio fra la novella e il romanzo in termini di lunghezza.
Pirandello invece era contrario a questa distinzione, proponendone un'altra in base alla quale il racconto non si caratterizza per la lunghezza e può pertanto coincidere con la novella o con il romanzo, non essendo la forma di un genere letterario ma un modo di realizzare un testo scritto nel quale è predominante la parte descrittiva. Nello specifico, quando si dà una descrizione sintetica di una vicenda, fornendone nel suo complesso i momenti più salienti, si parla di novella, mentre quando invece se ne fornisce una descrizione analitica e con un'evoluzione graduale, si parla di romanzo; il romanzo quindi racconta progressivamente una vicenda, la novella, invece, fornisce una narrazione per sommi capi, più essenziale. Il racconto, breve o lungo, può dunque rientrare nell'una o nell'altra di queste due categorie.
Quando il racconto ha elementi che esulano dalla verosimiglianza, si parla di racconto fantastico. Se riferito a una specifica persona, il racconto, di formato più o meno esteso, diventa biografico; se il racconto è scritto in riferimento a se stessi, si è davanti ad un racconto autobiografico.

## Storia
In Occidente la tradizione del racconto breve è molto antica, e va fatta risalire alle antiche forme orali e ai generi medievali come l'exemplum, il fabliau e il lai. Ma il genere acquista la sua autonomia, in forma di "novella", a partire dalla raccolta anonima detta Novellino (1281-1300), e si afferma soprattutto con il Decameron (1350-1353) di Giovanni Boccaccio (1313-1375), che ne fissa il canone fino al Rinascimento. Con il Decameron la novella si emancipa dai generi medievali: ne viene rivendicata la novità (come indica il nome stesso) e se ne attesta il carattere realistico. Elementi che rimarranno costanti nei continuatori del genere, come Geoffrey Chaucer (1343-1400, autore de I racconti di Canterbury, 1386-1387), Franco Sacchetti (1335-1400, autore de Il Trecentonovelle, 1399), Marguerite de Navarre (1492-1549, autrice dell'Eptameron, 1540-1549), Matteo Bandello (1480-1562, autore di Novelle, 1554), Miguel de Cervantes (1547-1616, autore delle Novelle esemplari, 1613). Boccaccio introduce anche la forma della narrazione a cornice (i singoli racconti sono inseriti in un racconto più ampio che li contiene e li giustifica), prendendo l'esempio dalla raccolta orientale Le mille e una notte, ma trasformando la cornice in un legame concreto con le vicende contemporanee (la peste del 1348) e in uno strumento di coesione tematica e compositiva. Editorialmente parlando, si può dire che la cornice è oggi sostituita dalla raccolta in forma di libro, che presenta in modo unitario un certo numero di racconti.
Dopo la stagione d'oro della novella rinascimentale la narrazione breve gode di fortuna alterna e convive con altri generi. Dopo la scarsa fortuna nel periodo barocco, le narrazioni brevi, anche se non nella forma della novella canonica, tornano di moda nel Settecento (favole morali, apologhi, racconti filosofici, fiabe argute come quelle di Gasparo Gozzi) e ritrovano solo nell'Ottocento un pieno sviluppo. Particolarmente significativi sono i racconti di Ernst Theodor Amadeus Hoffmann (1776-1822) che preludono alla ripresa romantica della novella e alla sua rinascita otto-novecentesca. Autori importanti, che hanno influenzato notevolmente gli scrittori successivi di racconti brevi, sono Edgar Allan Poe (1809-1849), Guy de Maupassant (1850-1893) e Anton Čechov (1860-1904).
Tra Otto e Novecento, dopo la grande stagione del romanzo moderno (che in spagnolo e in inglese mutua il nome, proprio per il carattere realistico, dall'antica novella, come si deduce dai sostantivi novela in spagnolo e novel inglese), il racconto torna in auge soprattutto in alcuni paesi (Stati Uniti d'America, Russia, America latina) e si afferma quasi universalmente con le pretese di un genere nuovo, caratterizzato da alcuni elementi (brevità, essenzialità, densità, unicità) codificati dallo stesso Poe, e assumendo spesso il nome di short story o, in italiano, di racconto breve (in francese roman court, in tedesco Kurzroman, in spagnolo novela corta), che tende a sostituire il termine "novella". Nello stesso periodo in Italia il racconto breve trova un terreno particolarmente favorevole: autori di racconti brevi (anche se spesso chiamati "novelle") sono, tra gli altri, Giovanni Verga, Luigi Pirandello, Grazia Deledda, Gabriele D'Annunzio, Italo Svevo, Tommaso Landolfi, Primo Levi, Alberto Moravia, Giorgio Bassani, Carlo Cassola, Piero Chiara, Dino Buzzati, Italo Calvino, Antonio Tabucchi.